# Gaurax platycephala
Gaurax platycephala är en tvåvingeart som beskrevs av Mario Bezzi 1928. Gaurax platycephala ingår i släktet Gaurax och familjen fritflugor.
Artens utbredningsområde är Fiji. Inga underarter finns listade i Catalogue of Life.